# Jennie Kim
JENNIE (n. 16 ianuarie 1996, Gangnam District⁠(d), Seul, Coreea de Sud) este o cântăreață și model din Coreea de Sud, ea este membră a grupului de fete BLACKPINK care a debutat în 2016.
Jennie și-a lansat prima piesă solo, intitulată "SOLO," pe 12 noiembrie 2018. Pe data de 6 Octombrie 2023 ea a lansat un single numit "You & Me".
Ea a primit un rol în serialul THE IDOL cu artistul canadian The Weeknd și cu actrița americană Lily-Rose Melody Depp. A fost adăugată în piesa „One Of The Girls" (una dintre melodiile din serial).
Serialul a fost difuzat pe HBO și Max în perioada 4 iunie - 2 iulie 2023. Serialul a fost criticat pe scară largă la lansare și a fost anulat după un sezon în August 2023. A apărut în premieră la cea de-a 76-a ediție a Festivalului de Film de la Cannes, în mai 2023.
JENNIE și-a lansat propria ei casă de discuri numită ODDATELIER în 2024. În care își începe să-și lanseze propriile ei piese și albume. 
Pe data de 08 Martie 2024 ea a colaborat cu artistul american Matt Champion, pentru piesa „Slow Motion” și pe 24 Aprilie 2024 cu rapperul sud-coreean ZICO, pentru piesa „SPOT!”.

## Viața și cariera

### 1996-2015: Viața și cariera
Jennie s-a născut pe 16 ianuarie 1996 în distructul Gangnam, Coreea de Sud, și este singurul copil din familia ei. La vârsta de 9 ani, s-a mutat împreună cu mama ei în Auckland, Noua Zeelandă. În 2006, Kim a apărut în documentarul special al MBC "English, Must Change to Survive", unde a vorbit despre experiențele ei în învățarea unei limbi noi și de a trăi singur în Noua Zeelandă. În 2010, s-a mutat înapoi în Coreea de Sud unde a participat la o audiție a casei de discuri YG Entertainment, care ulterior s-a alăturat în calitate de stagiar.
În 2012, ea a apărut pe piesa label "Special" a cântăreței sud-coreene Lee Hi, apoi a mai apărut în videoclipul muzical al lui G-Dragon (BIGBANG) "That XX". În 2013, a mai apărut în piesa "Black" a lui G-Dragon și în piesa "GG Be" a lui Seungri (fost BIGBANG).Iar in 2016, a debutat în Grupului de fete " BLACKPINK "

### 2016-prezent: BLACKPINK și Debutul Solo
În august 2016, Grupul a lansat un album de studio japonez, "BLACKPINK IN YOUR AREA", precum și trei piese lungi, "BLACKPINK", "Square Up" și "Kill This Love".
La mijlocul lunii octombrie 2018, a fost făcut un anunț oficial al debutului solo al ei. În mijlocul pregătirii pentru debutul ei, s-a decis că single-ul său "SOLO" va fi arătat mai întâi în turneul "BLACKPINK IN YOUR AREA" din Seul, înainte de lansarea de pe 12 noiembrie. "SOLO" a devenit cel mai vizionat videoclip muzical realizat de un artist k-pop feminin din toate timpurile și în primele 24 de ore de la lansare. JENNIE a devenit prima și singura artistă solo sud-coreeană care a depășit 300 de milioane de vizualizări pe YouTube în termen de șase luni (asta in 2018) In 2020 la "THE SHOW" concertul online al trupei, ea a făcut Rap Rap mai lung la melodie SOLO și a făcut aproape toate melodia pe varianta 2020-2021.

## Albume
- 2018 - "SOLO"[6]
- 2023 - "You & Me"
- 2025 - "Ruby"

## Vezi și
- BLACKPINK